# Karl Scharrer
Karl Scharrer (* 18. Juli 1892 in Linz an der Donau; † 14. Oktober 1959 in Gießen) war ein österreichischer Agrikulturchemiker. Von 1937 bis zu seinem Tode leitete er als o. Professor und Direktor das Agrikulturchemische Institut der Universität Gießen.

## Leben
Karl Scharrer, Sohn eines Kaufmanns, studierte Chemie an der Deutschen Technischen Hochschule in Brünn, promovierte dort 1920 mit einer Arbeit über die Oxidation der Phenole und arbeitete anschließend als Chemiker in einer Linzer Fabrik. 1923 übernahm er eine Assistentenstelle am Agrikulturchemischen Institut der Hochschule für Landwirtschaft und Brauerei in Weihenstephan. 1931 habilitierte er an der Technischen Hochschule München mit der vielbeachteten Arbeit "Das Jodproblem in der Agrikulturchemie". 1935 wurde ihm der Titel außerplanmäßiger Professor verliehen. 1936 übernahm er die kommissarische Leitung des Agrikulturchemischen Instituts an der Universität Jena.
1937 folgte Scharrer einem Ruf auf den Lehrstuhl für Agrikulturchemie an die Universität Gießen. Als ordentlicher Professor und Direktor des Agrikulturchemischen Instituts wirkte er hier bis zu seinem Tode. Nach 1945 erwarb er sich große Verdienste um den Wiederaufbau der durch den Krieg stark zerstörten Landwirtschaftlichen Universitätsinstitute. In den Jahren zwischen 1950 und 1955 wurde er fünfmal in Folge zum Dekan der Landwirtschaftlichen Fakultät gewählt.

## Forschung und Lehre
Scharrer gehört in die Reihe der bedeutenden Agrikulturchemiker, die noch die beiden Hauptgebiete ihres Faches, die Pflanzenernährung und die Tierernährung, in Forschung und Lehre vertreten haben. Auf dem Gebiet der Pflanzenernährung ist der Name Scharrer untrennbar verbunden mit der Erforschung der Spurenelemente (Mikronährstoffe). In zahlreichen Labor- und Feldexperimenten studierte er die Ursachen für die unterschiedliche Düngewirkung der Phosphate. Außerdem prüfte er den Einfluss von Düngemitteln auf die Qualität landwirtschaftlicher Ernteprodukte. Auf dem Gebiet der Tierernährung untersuchte er vor allem die Verdaulichkeit und Verwertbarkeit von Futtermitteln.
Über 300 Beiträge hat Scharrer in wissenschaftlichen Fachzeitschriften und in Handbüchern veröffentlicht. Hinzu kommen mehrere eigenständige Publikationen. Sein bedeutendstes Werk ist das Buch "Spurenelemente" (1941, 3. Aufl. 1955). Als die Studierenden nach dem Ende des Zweiten Weltkrieges keine Lehrbücher zur Verfügung hatten, gab Scharrer unter dem Titel "Studienbogen" eine Schriften-Reihe heraus, in der er grundlegende Themenbereiche aus den Gebieten der Pflanzen- und Tierernährungslehre behandelte. Besondere Aufmerksamkeit widmete er der Geschichte der Agrikulturchemie. Beachtenswert sind mehrere seiner Beiträge über das Wirken Justus von Liebigs. 1958 begann er mit den Vorbereitungen für ein dreibändiges "Handbuch der Pflanzenernährung und Düngung". Es gelang ihm noch, namhafte Mitautoren dafür zu gewinnen. Nach seinem frühzeitigen Tod hat sein Amtsnachfolger Hans Linser die Herausgabe dieses Werkes übernommen, das zwischen 1965 und 1972 erschienen ist.

## Ehrungen und Auszeichnungen
Scharrer war von 1952 bis 1957 Leiter der Fachgruppe "Bodenkunde, Pflanzenernährung und Düngung" im Verband Deutscher Landwirtschaftlicher Untersuchungs- und Forschungsanstalten. Dieser Verband und die Gesellschaft für Ernährungsphysiologie der Haustiere ernannten ihn zu ihrem Ehrenmitglied. 1957 verliehen ihm die Hochschule für Bodenkultur in Wien und die Veterinärmedizinische Fakultät der Universität Gießen die Würde eines Ehrendoktors. Im gleichen Jahr erhielt er anlässlich der 350-Jahr-Feier der Universität Gießen den Justus von Liebig-Preis.

## Schriften
- Chemie und Biochemie des Jods. Verlag F. Enke Stuttgart 1928.
- Das Jodproblem in der Agrikulturchemie. Habil.-Schr. Techn. Hochsch. München 1931.
- Biochemie der Spurenelemente. Verlag Paul Parey Berlin 1941; 2. neubearb. Aufl. ebd. 1944; 3. vollst. neubearb. Aufl. ebd. 1955.
- Hundert Jahre Agrikulturchemie. Verlag Karl Christ Gießen 1941 = Kriegsvorträge der Ludwigs-Universität zu Gießen H. 4.
- Aufgaben der modernen Agrikulturchemie. In: Der Forschungsdienst Bd. 15, 1943, S. 193–203.
- Biologischer Kreislauf der Elemente im Boden. Verlag August Lutzeyer, Bad Oeynhausen 1946 = Studienbogen B. 1.
- Bodeneinteilung und Bodenkartierung. Verlag August Lutzeyer Bad Oeynhausen 1949 = Studienbogen B. 11.
- Justus von Liebig und die heutige Agrikulturchemie. In: Nachrichten der Gießener Hochschulgesellschaft Bd. 18, 1949, S. 49–61.
- Die biochemischen Grundlagen der Tierernährungslehre. Verlag F. Enke Stuttgart 1950 = Sammlung chemischer und technischer Vorträge N. F. H. 51.
- Agrikulturchemie. Bd. 1.: Pflanzenernährung (1953); Bd. 2 Futtermittelkunde (1956). Verlag W. de Gruyter Berlin = Sammlung Göschen Bd. 329 u. 330/330a.
- Die Bedeutung der agrikulturchemischen Forschungen Justus von Liebigs für die Landwirtschaft. In: Berichte über Landwirtschaft Bd. 31, 1953, S. 1–15.
- Handbuch der Pflanzenernährung und Düngung. Begründet von Karl Scharrer und Hans Linser. Herausgegeben von Hans Linser. 3 Bände zu je zwei Teilhälften, Springer-Verlag Wien und New York 1965–1972.